# کرستن هاگلوند
کریستن هاگلوند (به انگلیسی: Kirsten Haglund) (زاده ۱۴ سپتامبر ۱۹۸۸) مدل و ملکه زیبایی اهل آمریکا است.
او در سال ۲۰۰۸ به نمایندگی از میشیگان برنده دوشیزه آمریکا شد.